# Хальзево (Дмитровский район)
Ха́льзево — деревня в Дмитровском районе Орловской области. Входит в состав Плосковского сельского поселения.

## География
Расположена в 18 км к юго-востоку от Дмитровска в верховье реки Рясник.

## История
Упоминается со 2-й половины XVII века среди селений Радогожского стана Комарицкой волости Севского уезда.
В 1763 году за Репниными в Хальзево числилось 152 души мужского пола, за Трубецкими — 61. В ноябре 1778 года деревня вошла в состав Луганского уезда, в 1782—1787 годах в Дмитровском уезде, в 1787—1802 годах в составе Севского уезда. С 1802 года снова в составе Дмитровского уезда Орловской губернии.
В 1866 году в бывшей владельческой деревне Хальзево было 40 дворов, проживало 424 человека (217 мужского пола и 207 женского), действовали 7 маслобоен. В 1877 году в Хальзево был 81 двор, проживало 529 человек. В то время деревня входила в состав Площанской волости Дмитровского уезда.
По данным 1894 года землёй в деревне владел князь Лобанов-Ростовский. В 1897 году в Хальзево проживало 657 человек (305 мужского пола и 352 женского). Во время революции 1905 года жители Хальзева участвовали в разграблении имения Великого князя Сергея Александровича в селе Долбёнкино.
До революции 1917 года население деревни было приписано к храму Воскресения Словущего соседнего села Харланово. В начале XX века часть жителей Хальзева выселилась в посёлок Ржавчик.
В 1926 году в деревне было 112 крестьянских хозяйств, проживало 636 человек (294 мужского пола и 342 женского), действовала школа 1-й ступени и пункт ликвидации неграмотности. В то время Хальзево входило в состав Апойковского сельсовета Долбенкинской волости Дмитровского уезда. С 1928 года в составе Дмитровского района. В 1937 году в деревне было 103 двора. Во время Великой Отечественной войны, с октября 1941 года по август 1943 года, Хальзево находилось в зоне немецко-фашистской оккупации. По данным 1945 года в деревне действовал колхоз «Прожектор».

## Население
| 1866 | 1877 | 1897 | 1926 | 1979 | 2002 | 2010 |
| ---- | ---- | ---- | ---- | ---- | ---- | ---- |
| 424  | ↗529 | ↗657 | ↘636 | ↘135 | ↗208 | ↗262 |

## Персоналии
- Паничкина, Мария Захаровна (1904—1977) — видный специалист по исследованию палеолита. Родилась в Хальзево.

## Образование
В деревне действует МБОУ «Хальзевская основная общеобразовательная школа».